# Filip I Piękny
Filip I Piękny, także Filip I Kastylijski (ur. 22 lipca 1478 w Brugii, zm. 25 września 1506 w Burgos) – książę Burgundii 1482-1506, król Kastylii (iure uxoris jako mąż Joanny Szalonej) 1504-1506, syn cesarza Maksymiliana I Habsburga i jego pierwszej żony, Marii Burgundzkiej. Filip I był pierwszym przedstawicielem dynastii Habsburgów w Hiszpanii.

## Życiorys
Filip urodził się w mieście Brugia, na terenie dzisiejszej Belgii. Po śmierci swojej matki w 1482 został oficjalnie uznany za księcia Burgundii. Jego dzieciństwo przypadło na niespokojne czasy. Odziedziczone po matce ziemie były pogrążone w chaosie. Przedstawiciele stanów niderlandzkich walczyli ze stronnikami arcyksięcia Maksymiliana, ojca Filipa sprawującego regencję w jego imieniu. Na młodego księcia naciskali również Flamandowie domagając się szerszej autonomii, co przyrzekła im księżna Maria w Wielkim Przywileju z 1477 Obie strony konfliktu były wspierane przez zagraniczne dwory. Maksymiliana wspierał jego ojciec, cesarz Fryderyk III. Stany niderlandzkie były natomiast popierane przez Francję.
Mimo sporego zaangażowania, żadnej ze stron nie udało się uzyskać przewagi. Ponadto umysł króla Francji Karola VIII zaprzątała wizja wielkiej wyprawy do Włoch. Sprzyjało to porozumieniu. Ostateczny traktat zawarto w 1493 w Senlis. Na jego podstawie w 1494 Maksymilian (od zeszłego roku król niemiecki) zrzekł się regencji i 16-letni Filip rozpoczął rządy osobiste. Był jednak w znacznym stopniu uzależniony od decyzji stanów niderlandzkich. W 1495 złożył hołd lenny z Flandrii królowi Karolowi VIII. Jego rządy nie były pomyślne dla Niderlandów. W 1505 Filip zawarł niekorzystny dla Niderlandów traktat handlowy z Anglią, zwany Malus intercursus.

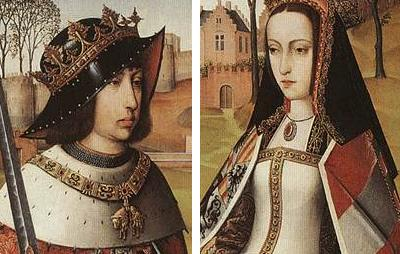
Filip I Kastylijski i jego żona, Joanna Szalona

20 października 1496 poślubił w Lier Joannę (6 listopada 1479 – 12 kwietnia 1555), córkę króla Aragonii Ferdynanda Aragońskiego i królowej Kastylii Izabeli I Kastylijskiej, córki króla Jana II Kastylijskiego. Joanna była wówczas trzecia w kolejce do tronu Aragonii i Kastylii (po swoim bracie Janie i siostrze Izabeli). Małżonkowie zamieszkali we Flandrii. Filip i Joanna mieli razem dwóch synów i cztery córki. Małżeństwo Filipa i Joanny było bardzo nieudane z powodu niewierności męża. Olbrzymia zazdrość Joanny, razem z jej neurotycznym charakterem, doprowadziła ją do choroby psychicznej, jeszcze przed śmiercią jej matki w 1504.
Tymczasem skomplikowała się sytuacja dynastyczna w Hiszpanii. W 1497 zmarł nagle następca tronu, książę Jan. Rok później zmarła Izabela, wydana za króla Portugalii Manuela I. Pozostawiła ona syna Michała, dziedzica trzech koron (Aragonii, Kastylii i Portugalii). Jednak infant zmarł w 1500 w wieku zaledwie 2 lat. Dziedziczką korony Kastylii i Aragonii została Joanna. Została ona bez problemów uznana w Kastylii, ale nie uznali jej Aragończycy, gdyż uważali, że król Ferdynand może mieć jeszcze synów. Nasilająca się wówczas choroba psychiczna Joanny oznaczała, że realna władza spocznie w ręku jej męża.

Herb Hrabia palatyn Burgundii

Herb Król Kastylii i Leónu

W 1502 Filip wyruszył z żoną do Kastylii by odebrać od Kortezów przysięgę wierności jako królowi-małżonkowi. Filip z większością dworu powrócił następnie do Niderlandów, pozostawiając Joannę w Madrycie.
Kiedy Izabela Katolicka zmarła, szlachta kastylijska nie zgodziła się na regencję jej męża Ferdynanda. W tym samym czasie wezwany został do Hiszpanii Filip, gdyż uznano go za prawowitego króla. Razem ze swoją żoną przypłynął do miasta La Coruña 28 kwietnia 1506 w towarzystwie niemieckich najemników. Doszło do negocjacji pomiędzy dwoma kandydatami do korony Kastylii, prowadzonych przez kardynała Cisnerosa. Zakończyły się jednak fiaskiem, gdy Ferdynand oświadczył, że broni praw swojej córki, więzionej przez Filipa.
Prawdopodobnie doszłoby do wojny domowej, ale Filip nagle ciężko zachorował i ostatecznie zmarł 25 września 1506.
Mimo iż Filip był niewierny i źle ją traktował, Joanna bardzo przeżyła śmierć męża. Rozpacz po jego śmierci pogłębiła obłęd królowej. Nie chciała przyjąć do wiadomości zgonu Filipa. Zabroniła pochowania jego ciała, traktowała je jak żywą osobę – kazała nosić je w lektyce, kłaść do małżeńskiego łoża, ubierać i rozbierać. Zgodziła się złożyć ciało do trumny, kiedy zapewniono ją, że przyspieszy to zmartwychwstanie Filipa. Trumnę przewieziono z klasztoru Miraflores do Tordesillas. Podróżowano tylko nocą, gdyż Joanna twierdziła, że wdowa, która straciła światło swej duszy, nie powinna oglądać światła dziennego. Joanna była o zwłoki męża obsesyjnie zazdrosna. Nie chcąc, aby jakakolwiek kobieta zbliżała się do zwłok Filipa, nakazywała postój tylko w męskich klasztorach. Tam kazała otwierać trumnę, przyglądała się Filipowi i próbowała go obudzić całując go i dotykając.
Zwłoki króla leżały przez rok w Tordesillas, następnie zostały przetransportowane do Arcos (dziś część Madrytu), a później z powrotem do Tordesillas. Tam Joanna zgodziła się z nimi rozstać, gdyż zostały złożone w klasztorze Klarysek, który Joanna mogła zobaczyć z okien swojego pałacu. Zmarła w 1555 i została pochowana obok męża. Ich zwłoki przeniesiono następnie do kaplicy królewskiej przy katedrze w Grenadzie.
W 1505, aby ułatwić obieg informacji między Niderlandami a Kastylią Filip zawarł umowę o przewóz poczty między Brukselą a innymi stolicami z domem kupieckim Taxis.

## Genealogia
| Fryderyk III Habsburg ur. 21 IX 1415 zm. 19 VIII 1493 | Fryderyk III Habsburg ur. 21 IX 1415 zm. 19 VIII 1493 |                                                      |                                                      | Eleonora Avis 1) ur. 8 IX 1436 zm. 3 IX 1476 | Eleonora Avis 1) ur. 8 IX 1436 zm. 3 IX 1476 |  |  | Karol Zuchwały ur. 10 XI 1432 zm. 5 I 1477 | Karol Zuchwały ur. 10 XI 1432 zm. 5 I 1477 |                                                 |                                                 | Izabela Burbon ur. 1436 zm. 25 IX 1465 | Izabela Burbon ur. 1436 zm. 25 IX 1465 |
|                                                       |                                                       |                                                      |                                                      |                                              |                                              |  |  |                                            |                                            |                                                 |                                                 |                                        |                                        |
|                                                       |                                                       |                                                      |                                                      |                                              |                                              |  |  |                                            |                                            |                                                 |                                                 |                                        |                                        |
|                                                       |                                                       | Maksymilian I Habsburg ur. 22 III 1459 zm. 12 I 1519 | Maksymilian I Habsburg ur. 22 III 1459 zm. 12 I 1519 |                                              |                                              |  |  |                                            |                                            | Maria Burgundzka ur. 13 II 1457 zm. 27 III 1482 | Maria Burgundzka ur. 13 II 1457 zm. 27 III 1482 |                                        |                                        |
|                                                       |                                                       |                                                      |                                                      |                                              |                                              |  |  |                                            |                                            |                                                 |                                                 |                                        |                                        |
|                                                       |                                                       |                                                      |                                                      |                                              |                                              |  |  |                                            |                                            |                                                 |                                                 |                                        |                                        |
|                                                       |                                                       |                                                      |                                                      |                                              |                                              |  |  |                                            |                                            |                                                 |                                                 |                                        |                                        |

|                                           |                                           | Joanna Szalona ur. 6 XI 1479 zm. 12 IV 1555 OO 21 VIII 1496 | Joanna Szalona ur. 6 XI 1479 zm. 12 IV 1555 OO 21 VIII 1496 | Filip I Piękny ur. 22 VI 1478 zm. 25 IX 1506         | Filip I Piękny ur. 22 VI 1478 zm. 25 IX 1506         |                                                      |                                                      |                                                    |                                                    |
|                                           |                                           |                                                             |                                                             |                                                      |                                                      |                                                      |                                                      |                                                    |                                                    |
|                                           |                                           |                                                             |                                                             |                                                      |                                                      |                                                      |                                                      |                                                    |                                                    |
|                                           |                                           |                                                             |                                                             |                                                      |                                                      |                                                      |                                                      |                                                    |                                                    |
| Eleonora 2) ur. 15 XI 1498 zm. 18 II 1558 | Eleonora 2) ur. 15 XI 1498 zm. 18 II 1558 | Karol V Habsburg ur. 24 II 1500 zm. 21 IX 1558              | Karol V Habsburg ur. 24 II 1500 zm. 21 IX 1558              | Izabella Burgundzka 3) ur. 18 VII 1501 zm. 19 I 1526 | Izabella Burgundzka 3) ur. 18 VII 1501 zm. 19 I 1526 | Ferdynand I Habsburg ur. 10 III 1503 zm. 25 VII 1564 | Ferdynand I Habsburg ur. 10 III 1503 zm. 25 VII 1564 | Maria Habsburżanka 4) ur. 17 IX 1505 zm. 18 X 1558 | Maria Habsburżanka 4) ur. 17 IX 1505 zm. 18 X 1558 |
|                                           |                                           |                                                             |                                                             |                                                      |                                                      |                                                      |                                                      |                                                    |                                                    |
| Katarzyna 5) ur. 14 I 1507 zm. 12 II 1578 |                                           |                                                             |                                                             |                                                      |                                                      |                                                      |                                                      |                                                    |                                                    |

1. córka Edwarda I Aviza
2. trzecia żona Manuela I Szczęśliwego i druga żona Franciszka I Walezjusza
3. żona Chrystiana II Oldenburga
4. żona Ludwika II Jagiellończyka
5. żona Jana III Aviz, matka Marii Manueli Avis (żony Filipa II Habsburga)

Dane za:
- Richard Reifenscheid, Die Habsburger in Lebensbildern, von Rudolf I. bis Karl I., Verlag Hugendubel, Kreuzlingen 2000